# Pennsylvania (U-Boot)
Die USS Pennsylvania (SSBN-735) ist ein Atom-U-Boot der United States Navy und gehört der Ohio-Klasse an. Als Ship Submersible Ballistic Nuclear führt sie 24 Interkontinentalraketen mit.

## Geschichte
Der Bauauftrag wurde an die Electric Boat der General Dynamics Corporation in Groton, Connecticut, vergeben. Die Kiellegung erfolgte am 10. Januar 1984. Am 23. April 1988 fand der Stapellauf statt, Taufpatin war Mrs. Marilyn Garrett. Das Schiff wurde am 9. September 1989 mit Captain Richard M. Camp als Kommandant der Blue Crew sowie Captain A. Lee Edwards als Kommandant der Gold Crew in Dienst gestellt.
Am 29. September 1989 lief die Pennsylvania beim Einlaufen in Port Canaveral, Florida, auf Grund. Schlepper machten das Boot allerdings innerhalb von zwei Stunden wieder flott.

## Pennsylvaniain der Literatur
- In Tom Clancys Roman Ehrenschuld ist die Pennsylvania eines der U-Boote, die der japanischen Invasion der Marianen entgegengesandt wurden.